# 女囚霊 (映画)
『女囚霊』（じょしゅうれい）は、加藤山羊、矢樹純によるホラー漫画『女囚霊〜塀の中の殺戮ゲーム〜』を原作としたホラー映画、サスペンス映画。鳴瀬聖人が監督を務める。なお、主演の夏子は、本作が長編映画初主演となる。
本作は2023年9月22日に東京・新宿バルト9ほか全国劇場にて公開された。

## 概要
女子刑務所という密室で起こった人間模様を描く。「あまりにも怖すぎて正視できない」と口コミで話題となったホラー漫画の実写映画化である。
撮影は2022年1月に関東近郊の山中にある廃病院を使って、1週間泊まり込みで行われた。
夏子はホラー作品が苦手であったが、鳴瀬から「ホラーを観る上でのマインドセット」を教えてもらって、薄目を開けて観られるようになったくらいには克服している。夏子は本作に出演するにあたって観た映画のうち、同じ「刑務所もの」ということでドイツ映画の『es［エス］』が参考になったと答えている。

## あらすじ
その独房に入れば、人は人でなくなる――。
議員秘書の美山（夏子）が呼び出されたのは、信頼する議員が起こした殺人現場だった。罪の隠蔽を頼まれた美山であったが、議員の代わりに罪を被り刑務所に送られることとなる。
同じ雑居房で過ごす町田（和田美沙）は、金子（円井わん）に自身を虐げられたことにより癇癪を起こし、懲罰房へ移動することとなった。町田が独房の中でも＜審判房＞に連れていかれることを知った金子は「町田はもう戻ってこれない」と呟く。その独房には「本当に悪い者が入ると死ぬ」という噂があるのだった。
しかし、予想とは裏腹に町田は雑居房へと戻ってきた。戻った町田の様子はおかしく、「あなたを救ってあげる」近藤（松永有紗）に囁く。それが＜タヅエ＞との約束だと言うのだ――。
怪訝に思った近藤が金子、美山に相談すると、金子は独房の噂の続きを語りだした。「本当にやばいのは、死ななかった場合」だと…。
町田に自身の抱える秘密を知られた近藤は罪の意識に苛まれ、徐々に神経をすり減らしていく。そして、刑務所という閉鎖された空間で、金子、美山も呪いの力に飲み込まれていく。

## キャスト
- 美山：夏子
- 町田：和田光沙
- 金子：円井わん
- 近藤：松永有紗
- 神代：円城寺あや
- タヅエ：鈴川紗由
- 田口由紀子
- 辻凪子
- 花乃まみ
- 四家千晴
- 蒼乃茜
- 川連廣明

## スタッフ
- 監督：鳴瀬聖人
- 脚本：深井戸睡睡
- 製作：人見剛史、奥村雄二
- エグゼクティブプロデューサー：鈴木祐介
- プロデューサー：角田陸、古賀奏一郎
- 撮影：中條航
- 照明：山田拓実
- 録音：小茂田耕吉
- 美術：後藤駿治
- 衣装：工藤唯
- ヘアメイク：菅原美和子
- キャスティング：田中慎一
- 助監督：江良圭
- 制作担当：三吉優也
- 編集：鳴瀬聖人
- 音響効果：黄永昌
- CG：野崎耕生
- 宣伝：浦谷晃代
- 製作：映画「女囚霊」製作委員会（SS工房／ライツキューブ／TOKYO CALLING）
- 制作プロダクション：ＳＳ工房
- 配給：ライツキューブ